# بوی
بوی (به مجاری:  Buj) یک منطقهٔ مسکونی در مجارستان است که در سابولچ-ساتمار-برگ واقع شده‌است. بوی ۳۲٫۷۶ کیلومتر مربع مساحت و ۲٬۲۸۷ نفر جمعیت دارد.